# Boxe aux Jeux méditerranéens de 1951
Navigation
Édition suivante
Les compétitions de boxe anglaise de la 1re édition des Jeux méditerranéens se sont déroulées du 5 au 22 octobre 1951 à Alexandrie, Égypte.

## Résultats

### Podiums
| Catégories                    | Or                      | Argent               | Bronze                |
| Poids mouches (-51 kg)        | Aristide Pozzali        | Kalash el-Syed       | Fekri Edreis          |
| Poids coqs (-54 kg)           | Ibrahim Abdrabbou       | Veniero Innocenti    | Said el-Rai           |
| Poids plumes (-57 kg)         | Saleh Abbas             | Franco Giannini      | Tewfik Habashi        |
| Poids légers (-60 kg)         | Bruno Visintin          | Mohyee el-Hamaky     | Gamal Afra            |
| Poids super-légers (-63,5 kg) | Aly Zaki                | Mohamed Said Zakairi | Sakis Moussa          |
| Poids welters (-67 kg)        | Renzo Ruggeri           | Fathi Abdel Rahman   | Raghem el-Samman      |
| Poids super-welters (-71 kg)  | Gharib Afifi            | Joseph Habis         | Salah el-Masri        |
| Poids moyens (-75 kg)         | Moustafa Fahim          | Mohamed el-Aktaa     | Walter Sentimenti     |
| Poids mi-lourds (-81 kg)      | Gianbattista Alfonsetti | Mohamed el-Minabawi  | Abdel Wahab el-Halabi |
| Poids lourds (+81 kg)         | Giacomo Di Segni        | Ahmed el-Minabawi    | Fathi el-Tork         |

### Tableau des médailles
| Place | Pays             | Médaille d'or | Médaille d'argent | Médaille de bronze | Total |
| ----- | ---------------- | ------------- | ----------------- | ------------------ | ----- |
| 1     | Égypte           | 5             | 3                 | 1                  | 9     |
| 2     | Italie           | 5             | 2                 | 1                  | 8     |
| 3     | Syrie            | 0             | 3                 | 4                  | 7     |
| 4     | Liban            | 0             | 1                 | 4                  | 5     |
| 5     | Tunisie          | 0             | 1                 | 0                  | 1     |
| Total | 5 pays médaillés | 10            | 10                | 10                 | 30    |